# Radęcin
Radęcin – wieś w Polsce położona w województwie lubuskim, w powiecie strzelecko-drezdeneckim, w gminie Dobiegniew, w pobliżu Jeziora Radęcińskiego.
W latach 1946–1954 i 1973–1976 miejscowość należała i była siedzibą gminy Radęcin. W latach 1954–1972 wieś należała i była siedzibą władz gromady Radęcin. W latach 1975–1998 miejscowość administracyjnie należała do województwa gorzowskiego.